# Tutkarz złociak
Tutkarz złociak (Rhynchites auratus) – gatunek chrząszcza z rodziny tutkarzowatych. Zamieszkuje palearktyczną Eurazję od Półwyspu Iberyjskiego po Syberię i Chiny. Żeruje na drzewach i krzewach z rodziny różowatych.

## Taksonomia
Gatunek ten opisany został po raz pierwszy w 1763 roku przez Giovanniego Antonia Scopoliego pod nazwą Curculio auratus.

## Morfologia

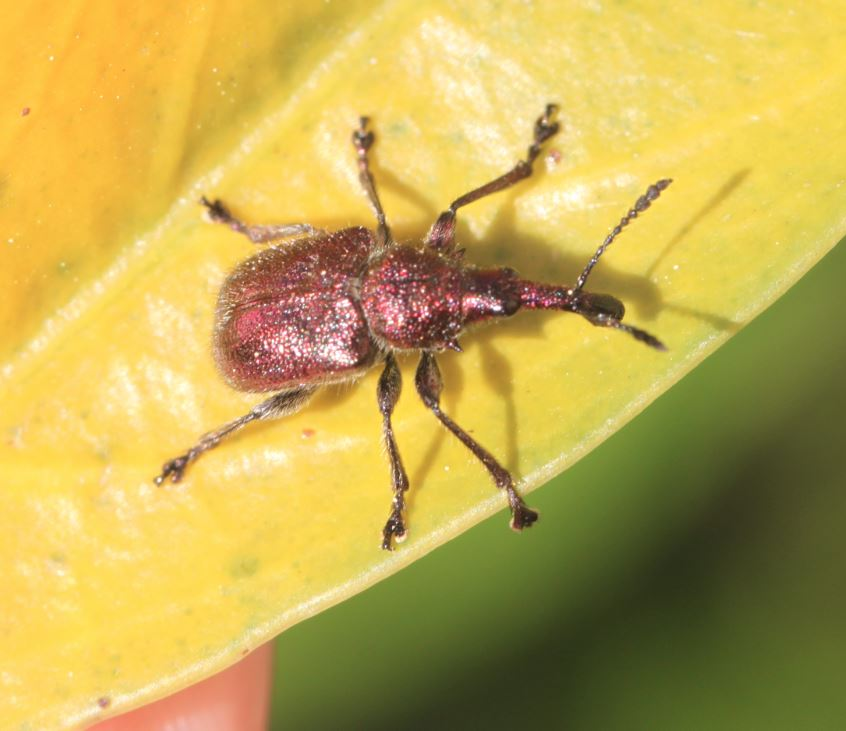
Osobnik purpurowy

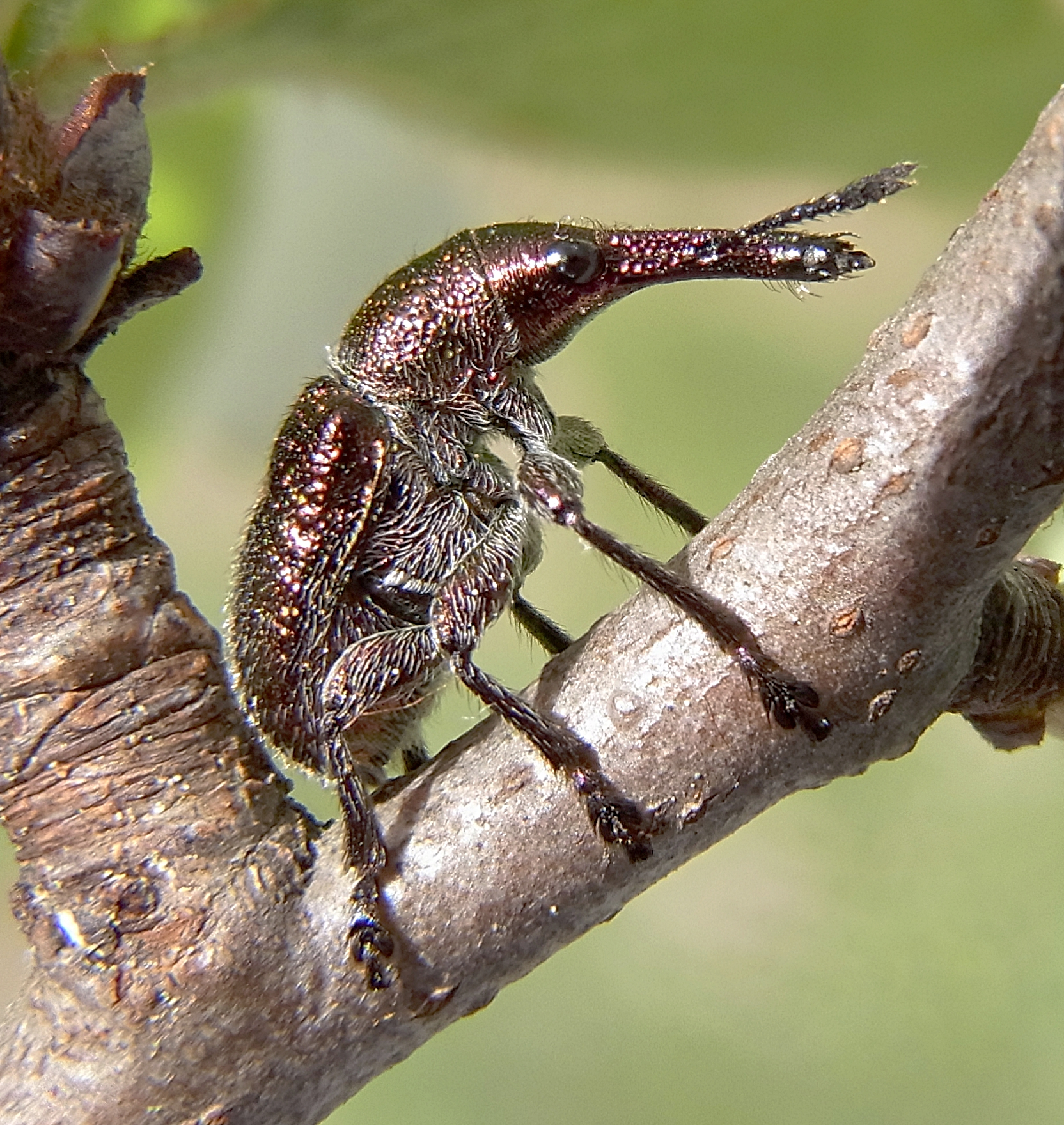
Widok z boku

Chrząszcz o ciele długości od 5,5 do 9 mm i metalicznie połyskującym oskórku o zielonozłotej, zielonozłoto-purpurowej lub całkiem purpurowej barwie. Owłosienie ciała ma długie, gęste, prawie stojące.
Ryjek jest krótszy niż głowa i przedplecze razem wzięte, gruby, walcowaty, w części nasadowej z bardzo wąskim i na całej długości ostrym żeberkiem wzdłuż grzbietu, kończącym się na wysokości nasady czułków. U samca ryjek w części wierzchołkowej jest wygięty i punktowany, u samicy zaś prosty i wyraźnie mikrorzeźbiony, z bardzo rozproszonym punktowaniem. Rowki na czułki są na ryjku dobrze widoczne. U samca czułki wyrastają za środkiem długości ryjka, u samicy zaś nieco przed nim. Ostatni człon czułków jest stożkowato zwieńczony. Głowa ma słabo wysklepione oczy, dłuższe od nich i ku tyłowi rozszerzone skronie oraz podłużne rowkowane i żeberkowane czoło.
U samca przedplecze jest wyraźnie wypukłe i po bokach zaokrąglone, u samicy słabiej wypukłe i zaokrąglone. Samiec ma po bokach przedtułowia bardzo długie, ostre, ukośne kolce. Pokrywy mają widoczne rzędy z okrągłymi do owalnych, niezlewającymi się ze sobą punktami oraz płaskie, znacznie szersze od rzędów, nieregularnie punktowane międzyrzędy. Słabo widoczny rząd dziewiąty dochodzi do wierzchołka pokryw. Odnóża samicy mają po dwa, samca po jednym kolcu na wierzchołkach goleni.

## Ekologia i występowanie
Owad ten zasiedla stanowiska suche i ciepłe, jak zakrzewione murawy kserotermiczne i psammofilne, nasłonecznione pobrzeża lasów i suche polany. Owady dorosłe są aktywne od kwietnia do lipca. Są foliofagami żerującymi na liściach i pąkach drzew i krzewów z rodziny różowatych. Od początku maja do lipca odbywa się składanie jaj przez samice. Larwy są owocożerne, a miejscem składania jaj są jeszcze niedojrzałe owoce. Do roślin pokarmowych larw należą: czeremcha zwyczajna, głóg dwuszyjkowy, głóg jednoszyjkowy, jabłoń domowa, śliwa domowa, śliwa tarnina oraz wiśnia karłowata. Preferuje drzewa dziko rosnące, sporadycznie pojawiając się na tych uprawnych. Wyrośnięta larwa schodzi do wierzchniej warstwy gleby, gdzie następuje przepoczwarczenie. W zależności od warunków może do niego dojść w sierpniu lub wrześniu (wówczas zimuje poczwarka lub owad dorosły), albo też wiosną (wówczas zimuje larwa).
Gatunek palearktyczny. W Europie znany jest z Portugalii, Hiszpanii, Wielkiej Brytanii, Francji, Belgii, Luksemburga, Holandii, Niemiec, Szwajcarii, Austrii, Włoch, Estonii, Łotwy, Litwy, Polski, Czech, Słowacji, Węgier, Białorusi, Ukrainy, Mołdawii, Rumunii, Bułgarii, Słowenii, Chorwacji, Bośni i Hercegowiny, Macedonii Północnej, Grecji oraz europejskich części Rosji i Turcji. W Azji zamieszkuje azjatycką część Turcji, Gruzję, Armenię, Azerbejdżan, Syberię, Kazachstan, Turkmenistan, Uzbekistan, Tadżykistan, Kirgistan, Irak, Iran, Afganistan oraz Chiny.
W Polsce był częściej notowany w XIX wieku; jego bardziej współczesne stanowiska są nieliczne. Na „Czerwonej liście chrząszczy województwa śląskiego” umieszczony jest jako gatunek przypuszczalnie regionalnie wymarły (RE?).